# 史蒂芬·比根
史蒂芬·愛德華·比根（1963年3月30日—）是一位美國商人和外交官，曾於2019年12月至2021年1月擔任美國副國務卿，並在2018年8月至2021年1月擔任美国朝鲜事务特别代表。歷任福特汽車公司副總裁、國家安全委員會成員。

## 早年生活和教育
比根出生於密西根州底特律。1984年獲得密西根大學俄語和政治學文学士學位。

## 職業生涯
2018年8月23日，美國國務卿蓬佩奧任命比根為美国朝鲜事务特别代表，代表川普政府指導對朝鮮政策。

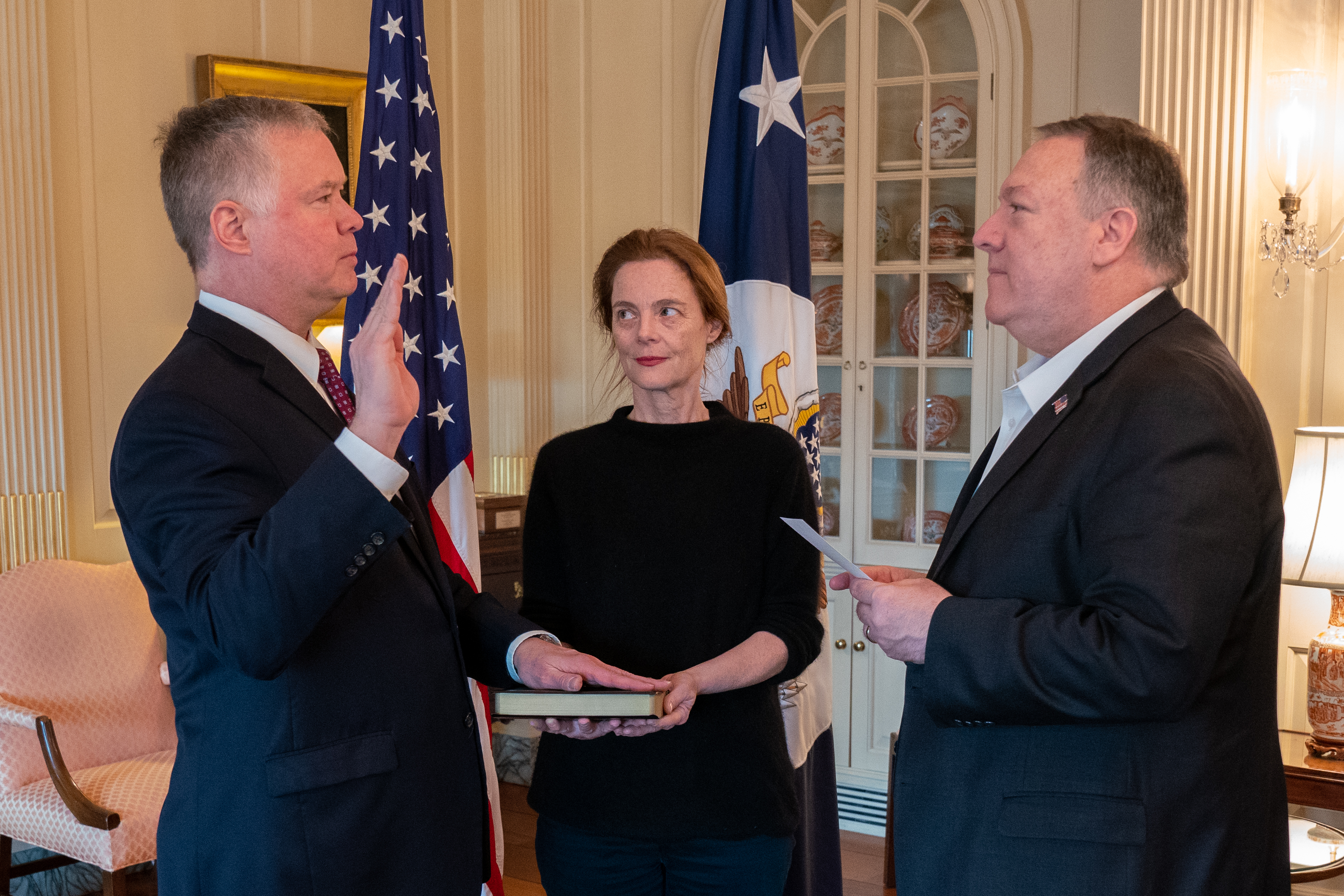
比根於2019年12月21日在國務卿邁克爾·蓬佩奧主持下宣誓就任美國副國務卿。

2019年8月7日，《華爾街日報》報道稱，比根是接替小喬恩‧亨茨曼擔任美國駐俄羅斯大使的熱門人選。在約翰·沙利文被提名後，比根於2019年10月31日被提名接替約翰·沙利文擔任美國副國務卿。 2019年12月19日，美國參議院以90:3投票結果確認比根的提名。兩天後任職美國副國務卿

## 外部連結
- 维基共享资源上的相關多媒體資源：史蒂芬·比根
- C-SPAN內的頁面（英文）